# 트뤼멜바흐 폭포
트뤼멜바흐 폭포(독일어: Trümmelbachfälle)는 스위스 베른주의 라우터브루넨 계곡에 위치한 폭포이다. 폭포는 1913년에 지어진 터널 케이블카, 계단 및 조명으로 접근할 수 있는 산 내부에 있는 일련의 10개의 빙하에서 녹은 물로 흘러내리는 폭포이다. 라우터브루넨 계곡에 위치한 트뤼멜바흐라고 불리는 개울은 아이거(3967m), 묀히(4099m), 융프라우(4158m)의 북쪽 빙하에서 물이 흘러나와서 매년 20,000톤 이상의 암석 조각들을 운반한다.

그 배수 면적은 24km2이며, 그 중 절반이 눈과 빙하로 덮여 있다. 폭포는 초당 2만 리터의 물을 쏟아낸다.
트뤼멜바흐와 같은 이름의 계곡 마루의 화이트 뤼치네강을 거쳐 북쪽으로 내려가 자매 강인 츠바이뤼치넨강(Zwailütschinen)과 합류한다.